# Josef Spieler
Josef Karl Spieler (* 5. August 1900 in Walldürn; † 27. April 1987 in Karlsruhe) war ein deutscher Psychologe, Pädagoge und Heilpädagoge.

## Leben und Wirken
Spielers Eltern waren der Schneidermeister Karl Josef Spieler und Maria Karolina Spieler geb. Hauk. Das Ehepaar hatte neun Kinder. Von 1914 bis 1921 besuchte Josef Spieler das humanistische Gymnasium in Tauberbischofsheim. Anschließend studierte er Philosophie, Psychologie und Pädagogik in Freiburg i. Br. sowie Würzburg. In letztgenannter Stadt promovierte er am 23. Juni 1925. Das Thema seine Dissertation lautete: Politik und Moral bei Kant.  Von 1925 bis 1928 war er Assistent, später wissenschaftlicher Mitarbeiter am Deutschen Institut für wissenschaftliche Pädagogik. Er zeichnete als Herausgeber für das Lexikon der Pädagogik der Gegenwart, das seinerzeit in der Fachwelt hohe Beachtung fand. Zusätzlich studierte Spieler an der Universität und unterrichtete an einer höheren Schule.
Im Jahr 1931 habilitierte sich Spieler an der Universität Freiburg i. Üe. in der Schweiz. Bald darauf wurde er Direktor des vom Caritasverband in Luzern gegründeten Instituts für Heilpädagogik sowie Leiter der heilpädagogischen Beobachtungsstationen in Wangen bei Olten und Knutwil. Ferner war er für die Durchführung und Organisation von heilpädagogischen Veranstaltungen, Kursen und Vorträgen verantwortlich.
Im Jahr 1935 übernahm er an der Universität Freiburg i. Üe. eine außerordentliche Professur für Pädagogik und Heilpädagogik in deutscher Sprache; acht Jahre später wurde er zum Ordinarius ernannt. Nach 1945 wies man Spieler, der seit dem 1. Februar 1940 Mitglied der NSDAP war, aus der Schweiz aus, eine Maßnahme, die mit seiner Kollaboration mit Nazi-Deutschland begründet wurde:
„Ihm wurde vorgeworfen, er habe in Vorlesungen an der Universität das Erziehungssystem des Nationalsozialismus als das am besten geeignete für die Bildung der modernen europäischen Jugend bezeichnet. Spionageverdacht, Verbindung mit schweizerischen Rechtsextremisten und abschätzige Bemerkungen über die Schweiz werden als Grund für die Ausweisung Spielers genannt, der nach allem, was in Erfahrung zu bringen ist, stark von der Ideologie des Nationalsozialismus infiziert war“.

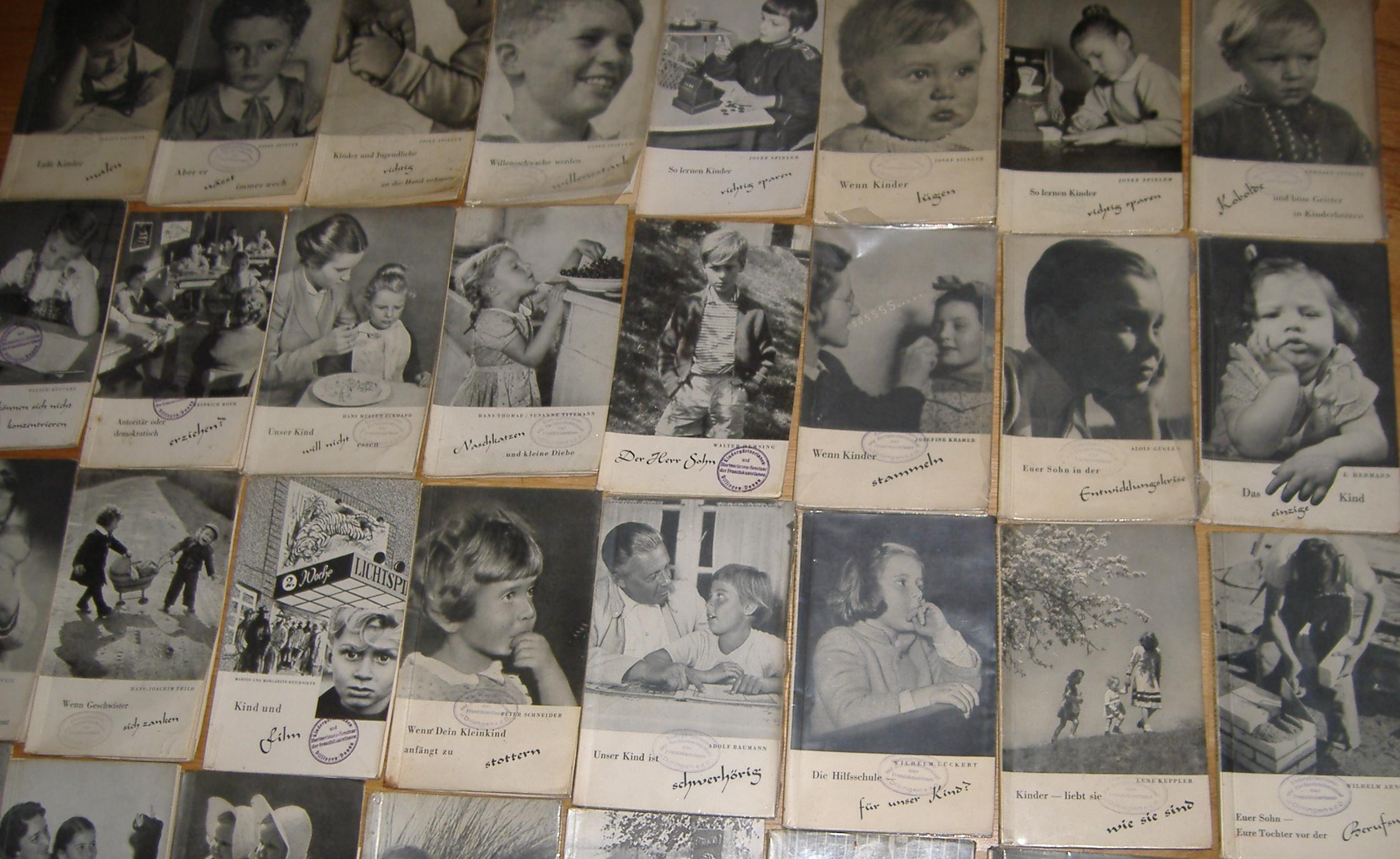
Schriftenreihe „Bedrohte Jugend“

Spieler hatte sich nach 1945 nicht mit seiner eigenen Vergangenheit sowie seinen Publikationen noch allgemein mit der der Heilpädagogik als Wissenschaft in den Jahren 1933–1945 auseinandersetzt. Auf der ersten Verbandstagung des Verbandes der Hilfsschulen (VdH) am 3. Juni 1949 in Frankfurt am Main bat er lapidar die Hilfsschullehrer ihm zu erlauben, die NS-Zeit mit Stillschweigen zu übergehen. Schnell konnte er im Nachkriegsdeutschland wieder Fuß fassen. Ein Grund dafür war sicherlich die Unterstützung von „bedeutenden Persönlichkeiten der Caritas in Freiburg/Br., die dem aus der Schweiz ausgewiesenen Professor für Psychologie, Pädagogik und Heilpädagogik die nötigen Entnazifizierungsunterlagen (sog. 'Persilschein') besorgten“. Josef Spieler erhielt bald einen Lehrauftrag am 'Caritasinstitut' in Freiburg/Br. sowie an der Universität in gleichnamiger Stadt und zwei Jahre später eine Professur für Psychologie und Heilpädagogik am Pädagogischen Institut in Weilburg/Lahn. Schließlich wurde er 1952 zum ersten Rektor des Pädagogischen Instituts (ab 1962 Pädagogische Hochschule) in Karlsruhe berufen. 1965 ging er in den Ruhestand. Am 16. September 1969 heiratete er die 21 Jahre jüngere Brigitta Eleonore Meiser-Witte, geb. Witte.
Josef Spieler war Herausgeber der seinerzeit insbesondere bei Eltern und Familienfürsorgern viel beachteten Reihe Bedrohte Jugend – Drohende Jugend (erschien in finnischer, holländischer, französischer, italienischer und spanischer Übersetzung), für die er selbst einige Schriften verfasste.
Ein Teil seines Nachlasses sowie Literatur von und über Josef Spieler befinden sich im Ida-Seele-Archiv.

## Ehrungen und Auszeichnungen
Ungeachtet der damals noch nicht bekannten Kritikpunkte wurde Josef Spieler vielfach geehrt. Seine Heimatstadt verlieh ihm am 22. Juli 1985 in dankbarer Würdigung und Anerkennung seiner Verdienste um die Wallfahrtsstadt Walldürn und die Wallfahrt zum Heiligen Blut das Ehrenbürgerrecht. Ferner war er Träger der Verdienstmedaille des Landes Baden-Württemberg, Mitglied des Ehrenkonzils des Weltparlaments der Confederation of Chivatry, Commanduer des Ordens Souveraine dela Milice du Saint Sepuilvre, Ritter des Ordens vom weißen Kreuz, Ritter des Ordens von Montissea etc.

## Werke (Auswahl)
- Lexikon der Pädagogik der Gegenwart. Freiburg/Br. 1930 (Band 1) und 1932 (Band 2)
- Die Erziehungsmittel. Olten 1944.
- Einführung und Anleitung zu wissenschaftlichem Denken und Arbeiten. Olten 1946.
- Schweigende und sprachscheue Kinder. Thymogener Mutismus (Aphrasie voluntaria). Olten 1944.
- Wesen und Stand der Heilpädagogik. In: Heilpädagogische Blätter. Dez 1949, S. 9–25.

Reihe: Bedrohte Jugend – Drohende Jugend
- Deines Kindes Sprache. Sprachpflege und Sprachstörungen. Luzern, 1939
- Aber er nässt immer noch. Stuttgart 1944
- Wenn Kinder lügen. Stuttgart 1947
- Kinder und Jugendliche in Gefahr. Stuttgart 1947
- Willenschwache werden willensstark. Stuttgart 1947
- So lernen Kinder richtig sparen. Stuttgart 1957
- Kinder und Jugendliche richtig an die Hand nehmen. Stuttgart o. J.